# 40-Stunden-Woche
Die 40-Stunden-Woche ist eine staatliche oder arbeitsvertragliche Regulierung der Wochenarbeitszeit auf 40 Stunden.
Sie gilt in Österreich seit 1975 als maximale Normalarbeitszeit des Kollektivvertrags für alle Arbeitnehmer (wenn auch mit Ausnahmen), in Deutschland (West) galt sie 1965–1984.

## Deutschland

### Einführung
Seit der Gründung der ersten Gewerkschaften war die Senkung der Wochenarbeitszeit eine deren Hauptforderungen. Sie konnten sich damit insofern durchsetzen, als dass es ihnen gelang, bei steigender Produktivität der Wirtschaft die Arbeitszeiten in der ersten Hälfte des 20. Jahrhunderts kontinuierlich zu senken. Nach dem Zweiten Weltkrieg lagen sie bei durchschnittlich 48 Stunden (6 Tage à 8 Stunden). In den 1950er Jahren stand die Tarifpolitik in Deutschland im Zeichen guter Konjunktur. Den Gewerkschaften gelang es, spürbare Lohnerhöhungen auszuhandeln. 1955 gab der Deutsche Gewerkschaftsbund (DGB) zum Maifeiertag die Forderung und den Slogan aus: „40 Stunden Arbeit sind genug!“. Ein Jahr später begann der DGB dann eine Kampagne zur Einführung der Fünftagewoche unter dem Motto „Samstags gehört Vati mir“. Ziel war eine Wochenarbeitszeit von 40 Stunden (5 Tage à 8 Stunden). 
Im selben Jahr wurde die 40-Stunden-Woche für die Zigarettenindustrie als erster Branche tarifvertraglich vereinbart. Auch in den anderen Branchen wurden Arbeitszeitverkürzungen durchgesetzt. 1965 wurde die 40-Stunden-Woche in der Druckindustrie eingeführt. 1967 folgten die Metallindustrie und die Holzverarbeitung (Möbelbau, Holzbau). Damit war der Weg für die 40-Stunden-Woche als Standard für die Mehrzahl der Branchen frei. Sie wurde 1969 in der Bauindustrie, 1970 bei Chemie, Papier und in der Textilindustrie, 1971 im Einzelhandel, 1973 bei den Versicherungen, 1974 bei den Banken und im öffentlichen Dienst eingeführt. 1983 folgte die Landwirtschaft.
Im Arbeitszeitgesetz wird der Achtstundentag geregelt. Er kann auf bis zu zehn Stunden nur verlängert werden, wenn innerhalb von sechs Kalendermonaten oder innerhalb von 24 Wochen im Durchschnitt acht Stunden werktäglich nicht überschritten werden (siehe hier).

### Weitere Entwicklung
Mit dem Erreichen des Ziels der 40-Stunden-Woche setzten sich die Gewerkschaften neue Ziele der Arbeitszeitverkürzung. Angestrebt wurde nun die 35-Stunden-Woche. Diese wurde 1990 in der westdeutschen Metallindustrie, tarifvertraglich auch in Stahl-, Elektro-, Druck- sowie holz- und papierverarbeitenden Industrie vereinbart. In anderen Branchen wurde eine 38,5-Stunden-Woche ausgehandelt.
In den 1990er Jahren sank der Einfluss der Gewerkschaften in den Tarifkonflikten. Als Gründe werden die Konjunkturentwicklung (nach einem Wiedervereinigungsboom gab es 1993 eine Rezession), die Arbeitslosigkeit, der Mitgliederschwund der Gewerkschaften und die Globalisierung genannt. In der Folge wurde statt über Arbeitszeitverkürzungen auch über Arbeitszeitverlängerungen diskutiert. Als Begründung diente die Gefahr einer Auslagerung von Arbeitsplätzen (Outsourcing) bzw. gesamten Abteilungen (Offshoring) ins Ausland und des weiteren Arbeitsplatzverlustes wegen der hohen Lohnkosten.
Einige Branchen kehrten seit Mitte der 1990er Jahre wieder zur 40-Stunden-Woche zurück.
In einigen Bundesländern wurde die wöchentliche Arbeitszeit im öffentlichen Dienst wieder angehoben, zum Beispiel 2004 in Bayern auf 42 Stunden (In Bayern wurde die Wochenarbeitszeit für Beamte ab 2012 innerhalb von drei Jahren schrittweise auf 40 Stunden reduziert.) und in Nordrhein-Westfalen auf 41 Stunden. In der Bundeswehr wurde die wöchentliche Arbeitszeit auf 41 Stunden gemäß § 30c Abs. 1 Satz 1 SG gesenkt, die zuvor durchschnittlich 58 Stunden betragen hatte.
Für Bundesbeamte gilt seit 2006 eine regelmäßige wöchentliche Arbeitszeit von 41 Stunden.
Im ärztlichen Dienst an Universitätskliniken gilt weiterhin eine regelmäßige Arbeitszeit von 42 Wochenstunden.

## Österreich
Schon der Ministerialentwurf von 1958 für die Einführung eines neuen Arbeitszeitgesetzes sah im Rahmen einer etappenmäßigen Verkürzung der Arbeitszeit für 1. Jänner 1963 eine 40-Stunden-Woche vor. In Österreich galt seit dem Generalkollektivvertrag vom 1. Februar 1959 die 45-Stunden-Woche. Die SPÖ initiierte 1969 das Volksbegehren zur schrittweisen Einführung der 40-Stunden-Woche, das von 889.659 Personen unterzeichnet wurde. Der ÖGB und die WKO einigten sich in der Folge auf die geforderte stufenweise Einführung: 1970 wurde die Normalarbeitszeit auf 43, 1972 auf 42 Stunden pro Woche gesenkt. 1975 wurde die 40-Stunden-Woche als Normalarbeitszeit schließlich erreicht. Seit 1985 gelten zudem für manche Branchen 38,5 Wochenstunden.

## Schweiz
Nach dem Ersten Weltkrieg bzw. nach dem Generalstreik vom 12. bis zum 14. November 1918 wurde das Arbeitsgesetz in der Schweiz geändert und in kurzer Zeit von 57 Stunden pro Woche auf etwas über 48 Stunden bei einer 6-Tage-Woche geändert.
In der Schweiz ist eine Wochenarbeitszeit von 42 Stunden verbreitet; Staatsangestellte in manchen Kantonen oder Mitarbeiter der MEM-Industrie haben eine 40-Stunden-Woche. Die gesetzlich zulässige maximale Arbeitszeit beträgt 45 Stunden für Arbeitnehmer in industriellen Betrieben sowie für Büropersonal, technische und andere Angestellte einschließlich des Verkaufspersonals in Grossbetrieben des Detailhandels; für alle übrigen Arbeitnehmer beträgt sie 50 Stunden.
Eine Volksinitiative lancierte am 14. Oktober 1971 eine Initiative zur Herabsetzung der wöchentlichen Arbeitszeit auf 40 Stunden und reichte sie am 20. November 1973 mit 54.227 Unterschriften ein.
Der Bundesrat lehnte das Begehren ab. In der Ständeratsdebatte bezeichnete BR Ernst Brugger (1914–1998) sie als „formell und rechtlich unmöglich und wohl auch nicht durchführbar“. Die Sozialdemokratische Partei der Schweiz („SP“) unterstützte das Begehren. Bei einer Volksabstimmung am 5. Dezember 1976 erlitt die Initiative eine große Niederlage (22 Prozent dafür; Stimmbeteiligung 45,15 %).
Siehe auch: Geschichte der Schweiz, Arbeitsfrieden

## Frankreich
Siehe Matignon-Verträge (1936).

## Vereinigte Staaten
In den Vereinigten Staaten wurde seit Anfang der 1930er Jahre die 40-Stunden-Woche praktiziert.